# Alma Théon
Alma Théon (* 1843; † 1908), geborene Mary Chrystine Woodroffe Ware (oder Miriam Lin Woodroffe) war eine  Okkultistin und Medium. Sie war Gattin und Mitarbeiterin von Max Théon.
Nach Aussage von Max Théon war seine Gattin die treibende Kraft des Mouvement Cosmique, bzw. der Philosophie Cosmique, die er lehrte.
Sie wird als Frau mit außerordentlichen Kräften beschrieben.